# Aralia rex
Aralia rex är en araliaväxtart som först beskrevs av Ekman, och fick sitt nu gällande namn av Jun Wen. Aralia rex ingår i släktet Aralia och familjen Araliaceae. Inga underarter finns listade.

## Bildgalleri

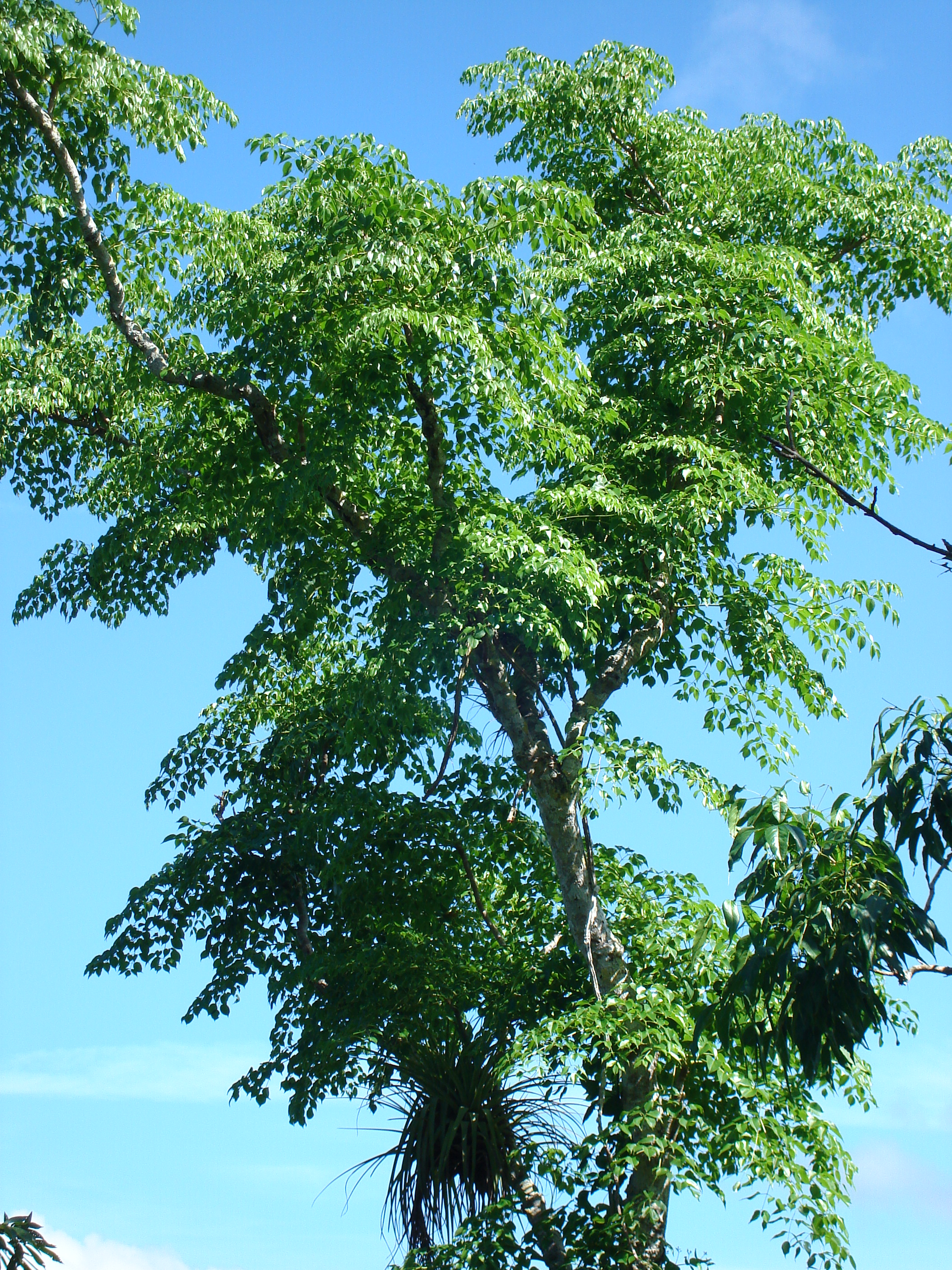
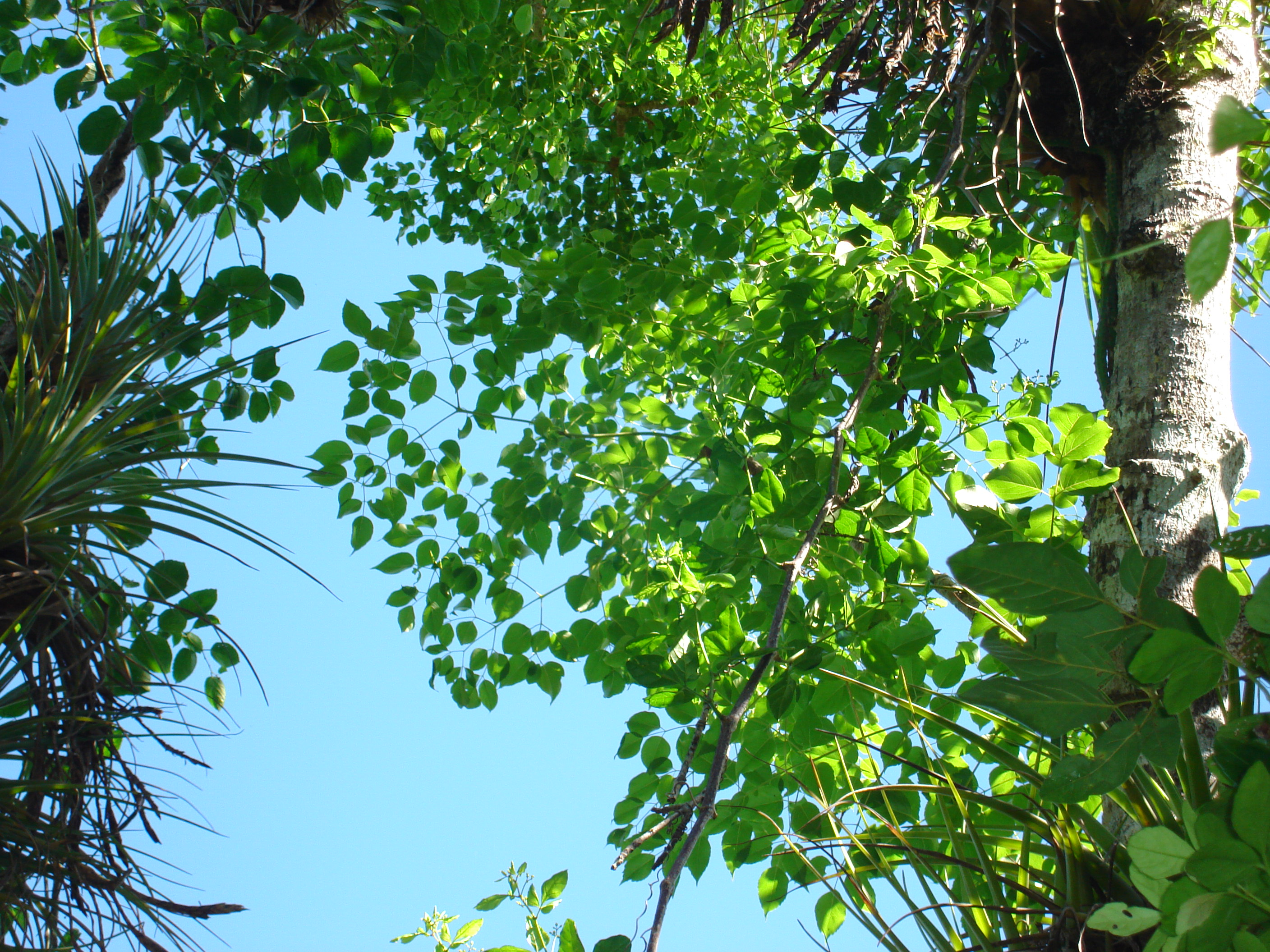
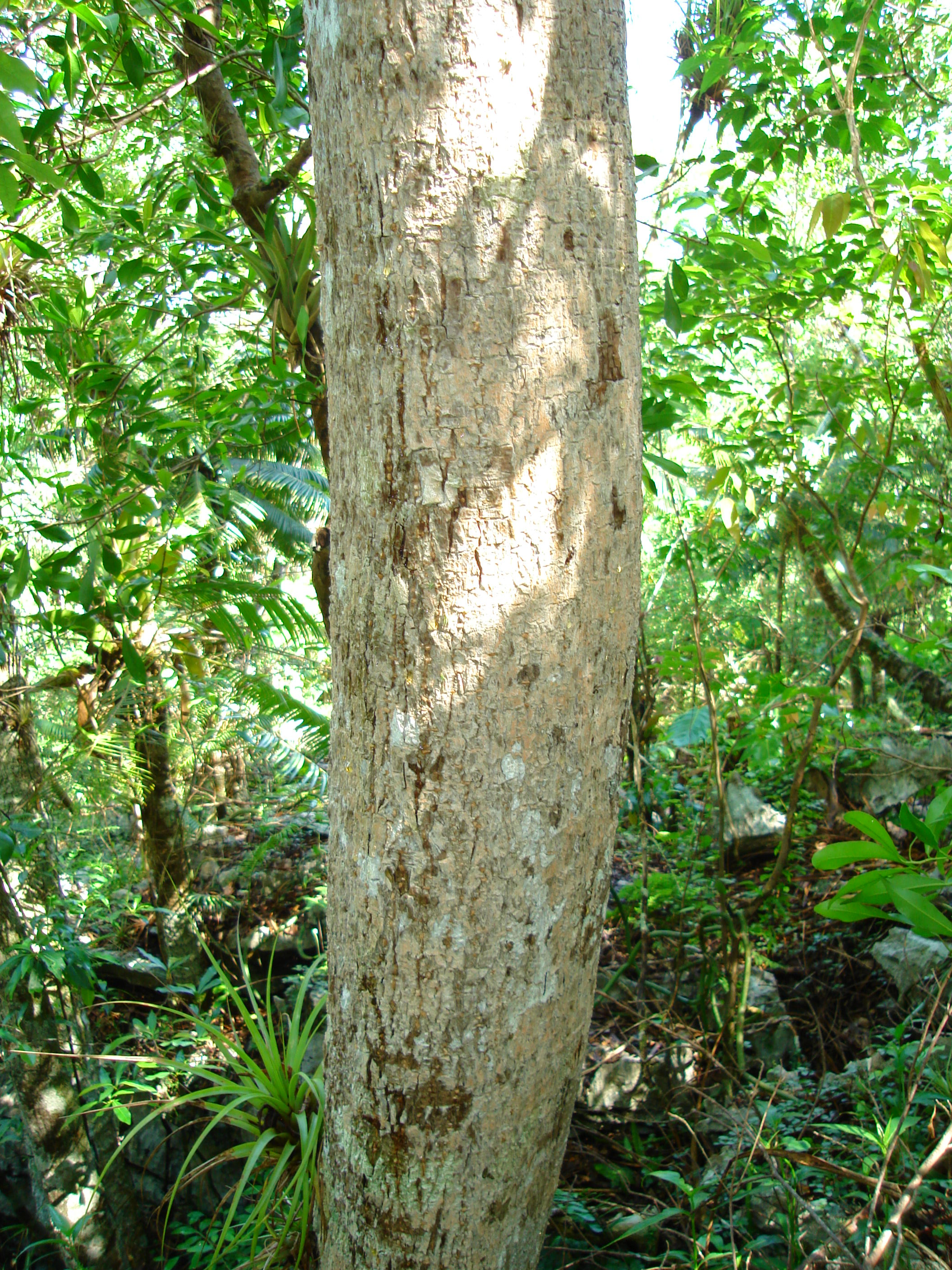
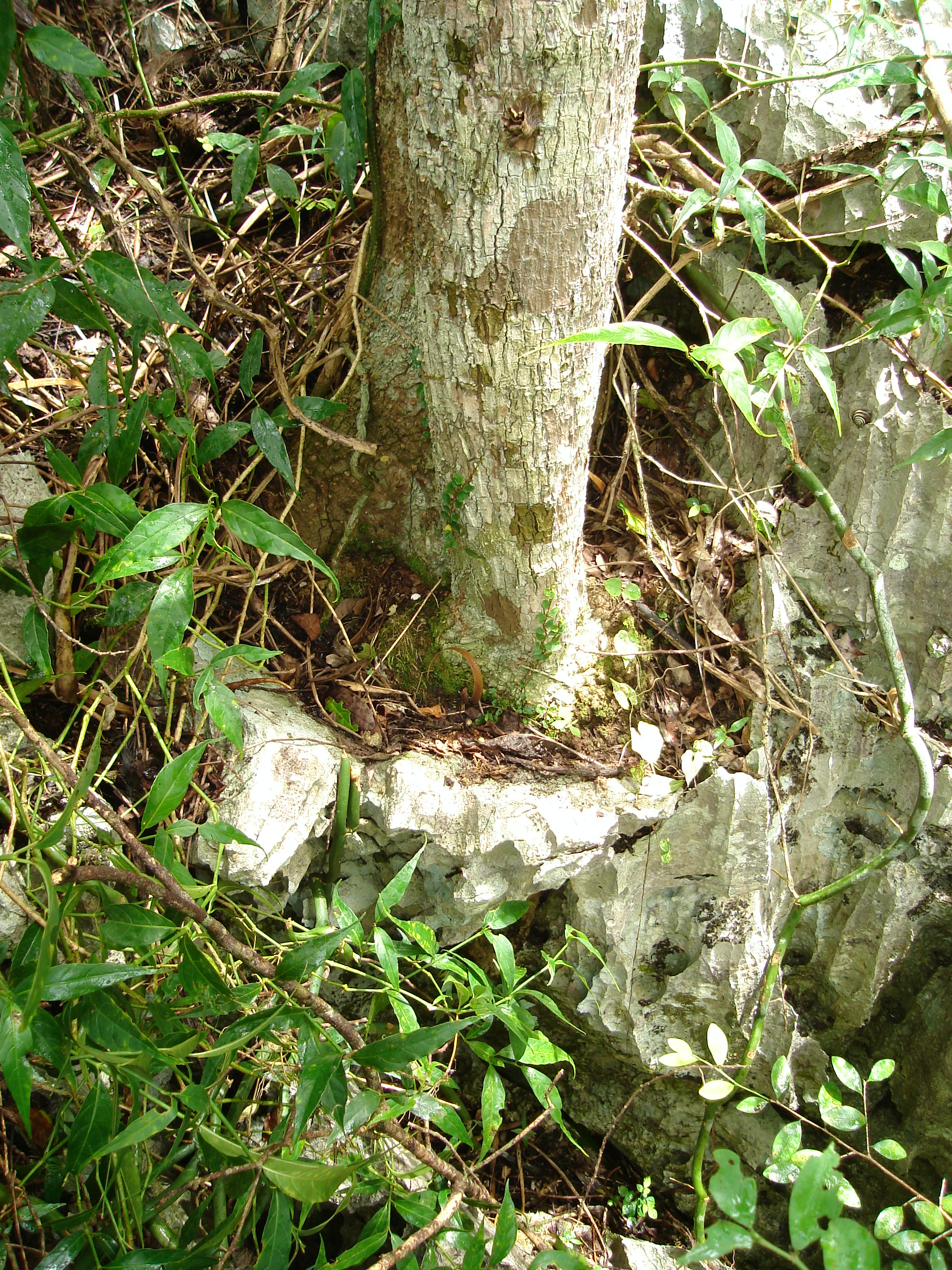
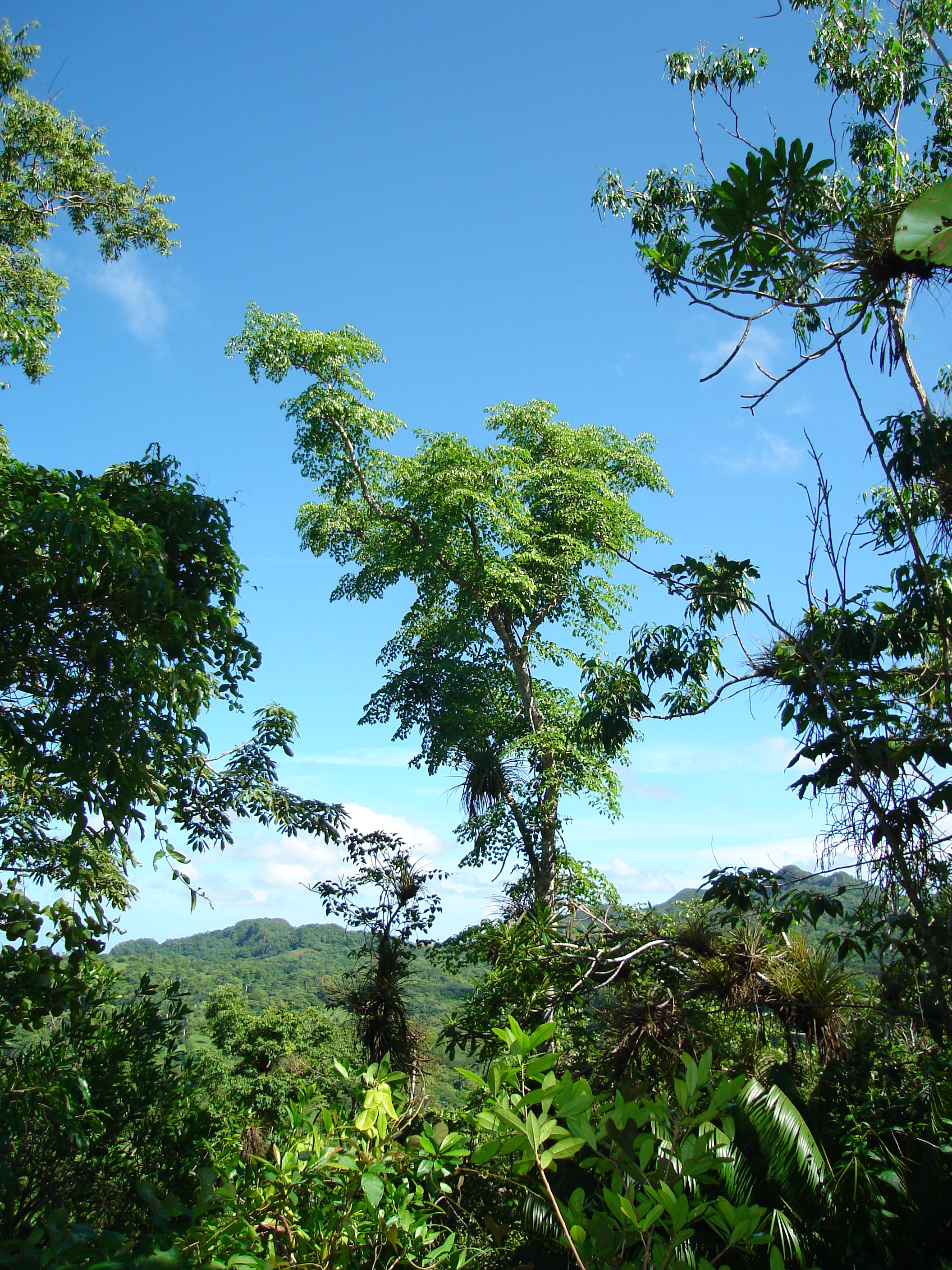
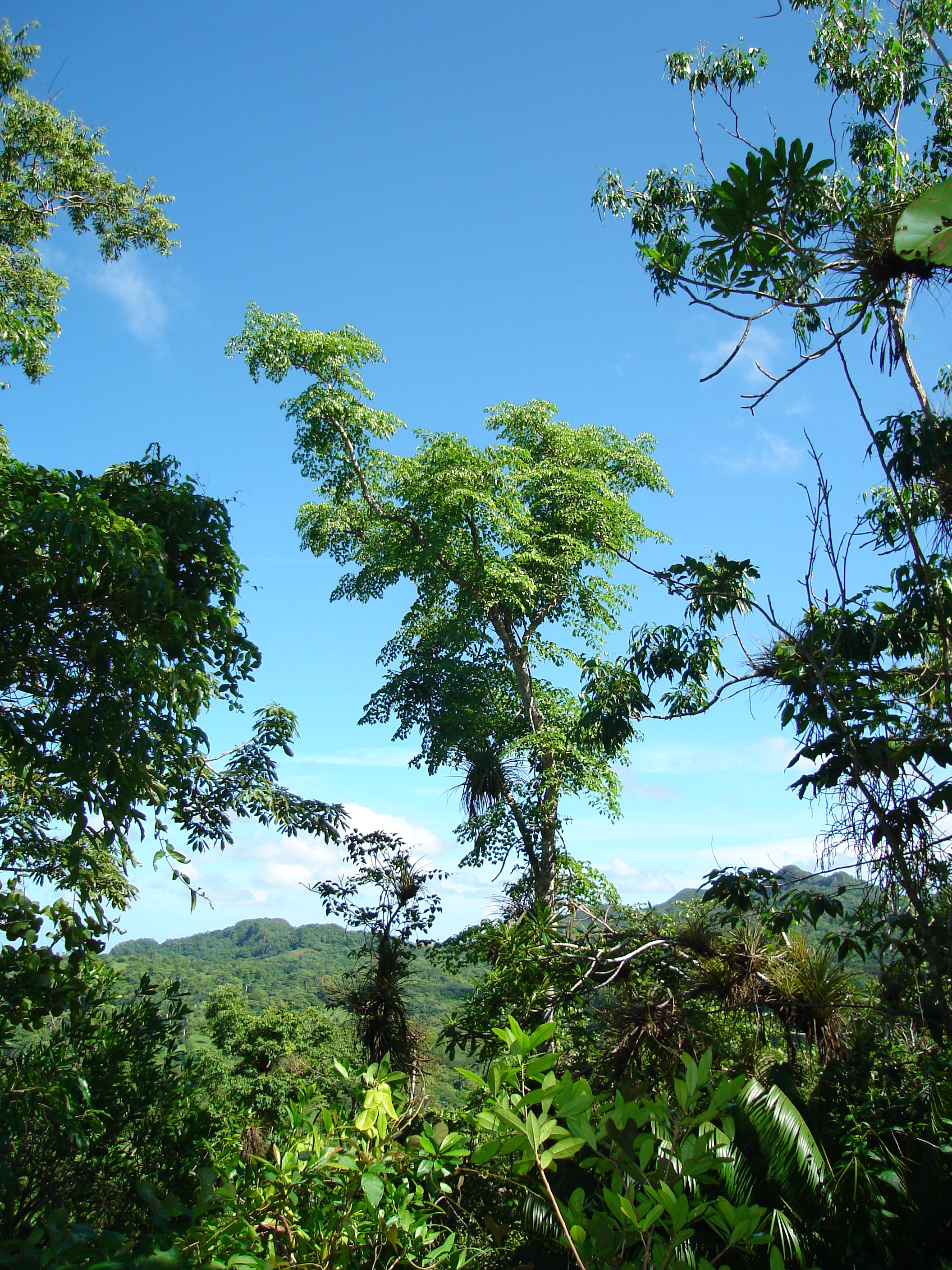